# Los Barrios de Luna
Los Barrios de Luna – gmina w Hiszpanii, w prowincji León, w Kastylii i León, o powierzchni 94,29 km². W 2011 roku gmina liczyła 317 mieszkańców.